# Plantain vrai
Les « plantains vrais » sont un groupe de variétés cultivées (cultivars) du genre Musa (bananes et plantains) placé dans le sous-groupe Plantain du groupe de génome AAB.

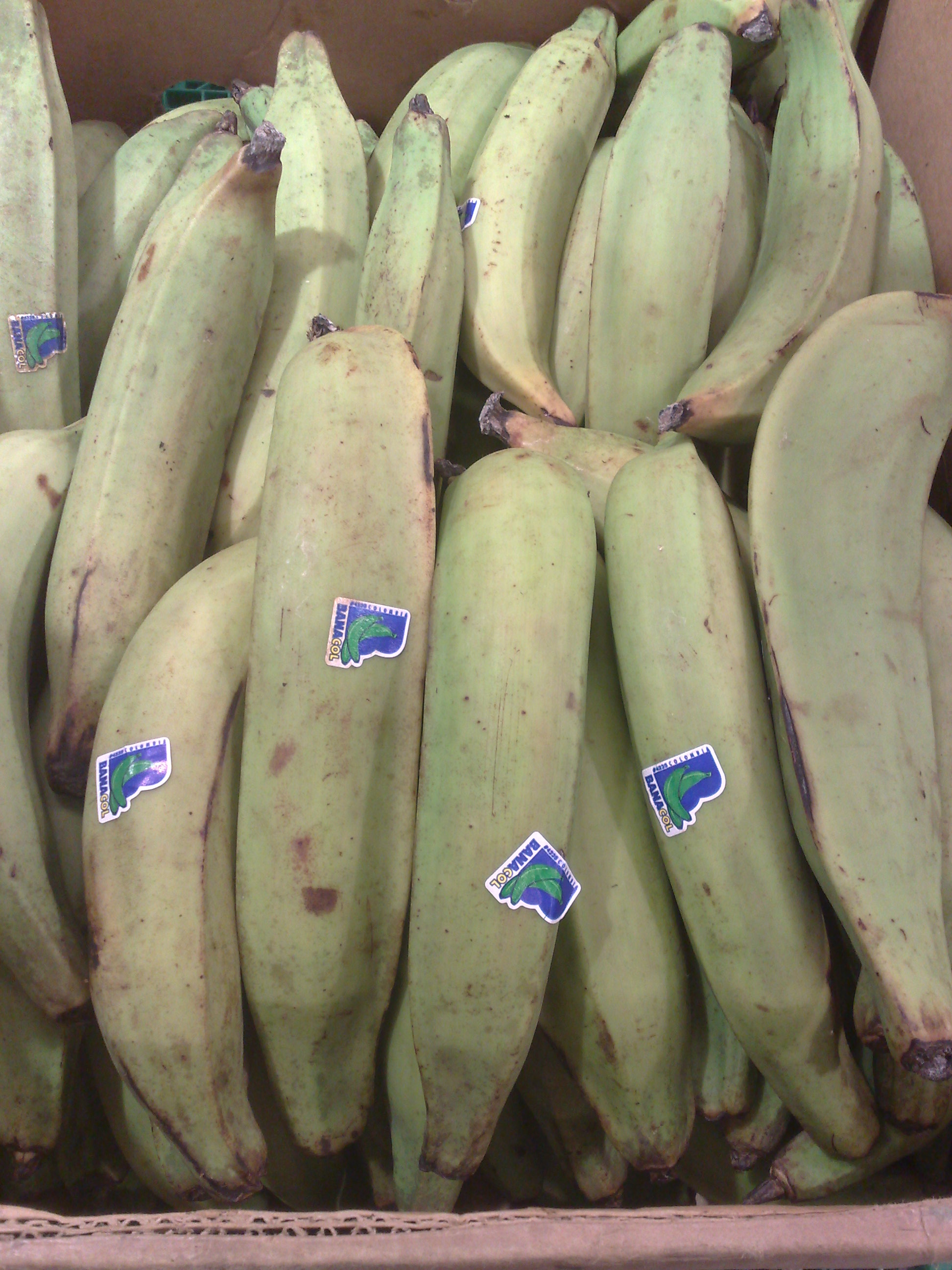
Plantains.

Le terme « plantain » a aussi d'autres acceptions. 
Il peut s'appliquer à tous les cultivars dont les fruits sont normalement consommés après cuisson, plutôt que crus (cf. banane plantain), ou aux membres de certains autres sous-groupes de cultivars de bananiers, tels que les plantains du Pacifique.
Les plantains vrais sont subdivisés en quatre groupes, en fonction de leur type de régime (infrutescence) : French, French Horn, False Horn et Horn plantains. 
À chaque type de régime sont associés divers cultivars, à savoir :
- cultivars de French Plantain : 'Obino l'Ewai' (Nigeria), 'Nendran' (Inde), 'Dominico' (Colombie) ;
- cultivars de French Horn : 'Batard' (Cameroun), 'Mbang Okon' (Nigeria) ;
- cultivars de False Horn : 'Agbagda' et 'Orishele' (Nigeria), 'Dominico-Harton' (Colombie) ;
- cultivars de Horn Plantain : 'Ishitim' (Nigeria), 'Pisang Tandok' (Malaisie).

L'ancien Guide de recherche de l'IITA pour la banane et la banane plantain contient des images des différentes inflorescences utilisées pour distinguer les types de plantain.